# John Zerzan
John Zerzan (født 14. august 1943 i Salem, Oregon) er en amerikansk anarko-primitivistisk filosof, forfatter og aktivist. Han er kendt for sine skarpe kritik af moderne civilisation, teknologi og kapitalisme. Zerzan's tanker og ideer har haft en betydelig indflydelse på den anti-civilisatoriske bevægelse og er blevet hyppigt diskuteret inden for politisk og social teori.
Zerzan's filosofiske perspektiv bygger på præmissen om, at menneskehedens overgang til landbrug og civilisation har medført ødelæggelse af det naturlige miljø og undertrykkelse af individet. Han argumenterer for, at teknologi og civilisation har ført til alienation, økologiske kriser og social ulighed.
Han er kendt for at udfordre grundlæggende antagelser om fremskridt og udvikling og opfordrer til en tilbagevenden til mere primitivt og bæredygtigt levevis. Zerzan understreger vigtigheden af direkte erfaring, samarbejde og forbindelse med naturen som vejen til menneskelig frihed og harmoni.
Zerzan har skrevet adskillige bøger og essays, herunder "Elements of Refusal" (1988), "Future Primitive" (1994) og "Against Civilization: Readings and Reflections" (2005). Han har også holdt foredrag og deltaget i aktivisme i forbindelse med anti-civilisatoriske og anarkistiske bevægelser.

John Zerzan's tanker og ideer har skabt kontrovers og debat inden for politik, filosofi og miljømæssige spørgsmål. Hans arbejde har inspireret mange til at udfordre status quo og undersøge alternative måder at leve på, der er mere i harmoni med naturen og det menneskelige potentiale. Uanset om man er enig eller uenig med Zerzan's synspunkter, er han en betydningsfuld figur inden for anti-civilisatorisk tænkning og en vigtig stemme i debatten om vores forhold til teknologi, samfund og miljø.
 Der er for få eller ingen kildehenvisninger i denne artikel, hvilket er et problem. Du kan hjælpe ved at angive troværdige kilder til de påstande, som fremføres i artiklen.